# Marisora magnacornae
Marisora magnacornae — вид сцинкоподібних ящірок родини сцинкових (Scincidae). Ендемік Нікарагуа.

## Поширення і екологія
Marisora magnacornae відомі з типовим зразком, зібраним на Великого Кукурудзяного острова, розташованого в Карибському морі на схід від узбережжя Нікарагуа.

## Збереження
МСОП наразі не має достатньо даних для оцінки загрози цьому виду, однак автори опису виду пропонують визначити Marisora magnacornae як такий вид, що перебуває під загрозою зникнення, оскільки йому загрожує хижацтво з боку інвазивних щурів.